# Kęstutis Bulota
Kęstutis Bulota, född 23 oktober 1896 i Tallinn och död 1941 i Sosva, var en litauisk hastighetsåkare på skridskor och friidrottare. Han deltog i olympiska spelen i Sankt Moritz 1928 och var den förste tävlande från Litauen i en vinterolympiad.